# Ліверпульський Плейхаус
Ліверпульський Плейхаус — це театр у Вільямсон Сквер, Ліверпуль, Англія. Він був заснований у 1866 році як м'юзік-хол, а у 1911 році перетворився на репертуарний театр. Театр сприяв розвитку кар'єр багатьох акторів і актрис, які згодом здобули національну та міжнародну популярність. Протягом років будівля зазнавала архітектурних змін, остання з яких була здійснена у 1968 році, коли до північної частини театру було додано сучасне розширення. У 1999 році був створений траст, який об'єднав управління Плейхаус із театром Еврімен.

## Історія
Театр на цьому місці був спроєктований Едвардом Девісом і відкритий у 1866 році, замінивши попередній театр під назвою Star Concert Hall. Спочатку театр мав назву Star Music Hall. У 1895 році його перейменували на Star Theatre of Varieties. У 1898 році театр був модернізований Гаррі Персивалем із новою аудиторією, фойє та електрикою. У 1911 році була заснована компанія Liverpool Repertory Theatre Limited під керівництвом Базіла Діна. Театр був придбаний за £28,000. Це зробило її першою репертуарною трупою у Британії, яка отримала у власність театр у вільне володіння. Компанія витратила ще 4 000 фунтів стерлінгів (еквівалентно 510 000 фунтів стерлінгів у 2023 році) на редизайн та модернізацію театру. Глядацька зала та підвальне фойє були переплановані Стенлі Адсхедом, професором громадського дизайну Ліверпульської школи архітектури. Протягом багатьох років театром керувала Мод Карпентер, а Рональд Сеттл був музичним керівником з 1945 по 1971 рр. Театр був перейменований на Ліверпульський репертуарний театр, а в 1916 році знову перейменований на Ліверпульський театр «Плейхаус». Незначні структурні зміни були внесені до театру в 1961 та 1966 роках. У 1968 році до північної частини театру була прибудована прибудова в сучасному стилі для розміщення нових фойє, барів, гримерних та майстерні. У 1990-х роках театральна компанія була ліквідована. У 1999 році була створена благодійна організація Liverpool and Merseyside Theatres Trust Limited, і театр знову відкрився. Управління театром здійснюється спільно з театром «Еверман» міською владою Ліверпуля.

## Архітектура

### Стара частина
Екстер'єр старої частини театру оштукатурений, дах вкритий сланцем. Фасад має сім бай та три поверхи. Центральні три байи виступають уперед та увінчані зламаним педиментом. У середньому ярусі центральні байи мають балюстраду та вікна з тимпаном. Бічні частини містять аркові та прямокутні входи. Інтер'єр оформлений у стилі грецького відродження.

### Нова частина
Нова частина побудована з бетону та облицьована склом. Головний елемент – три циліндричні секції. Найбільша з них охоплює два поверхи і кріпиться на центральній колоні. Ліва секція менша та взаємодіє з основною. Усередині є порожня колона зі сходами.

## Зовнішні посилання
- Офіційний сайт театрів Playhouse та Everyman